# 144 Vibilia
A 144 Vibilia a Naprendszer kisbolygóövében található aszteroida. Christian Heinrich Friedrich Peters fedezte fel 1875. június 3-án.